# 가마타역 (에히메현)
가마타역(일본어: 鎌田駅)은 일본 에히메현 마쓰야마시에 위치한 이요 철도 군추 선의 철도역이다. 역 번호는 IY 28이며, 단선 승강장 1면 1선의 구조를 갖춘 지상역이다.

## 타는 곳
| 1 | ■ 군추 선 | 상행 | 요고 · 마쓰야마시 방면 |
| 1 | ■ 군추 선 | 하행 | 마사키 · 군추코 방면   |

## 역 주변
- 시게노부 강

## 역사
- 1967년 2월 15일 : 개업.
- 2008년 9월 1일 : 무인역으로 함.

## 인접 역
| 이요 철도 군추 선          | 이요 철도 군추 선 | 이요 철도 군추 선        |
| -------------------------- | ----------------- | ------------------------ |
| IY 27 요고 마쓰야마시 방면 | ■ 군추 선         | 오카다 IY 29 군추코 방면 |